# Mason Geertsen
Mason Geertsen (né le 19 avril 1995 à Drayton Valley, dans la province de l'Alberta au Canada) est un joueur professionnel canadien de hockey sur glace. Il évolue à la position de défenseur. 

## Biographie

### En club
Geertsen a joué son hockey bantam avec Oil Kings de Leduc dans la Alberta Major Bantam Hockey League puis avec les Kings de Sherwood Park dans la Alberta Midget Hockey League. Lors du repêchage bantam 2010 de la Ligue de hockey de l'Ouest (LHOu), il est repêché au 18e rang de la première ronde par les Oil Kings d'Edmonton.
Lors du repêchage d'entrée dans la LNH 2013, il est choisi par l'Avalanche du Colorado en 4e ronde avec le 93e choix au total.
Lors de la saison 2016-2017, il est assigné au Rampage de San Antonio et joue 42 parties avec le Rampage où il fait 8 points, tous des assistances. Il rejoint par la suite les Eagles du Colorado dans la ECHL à temps pour les séries éliminatoires. Durant les séries éliminatoires, il obtient un poste régulier à la défense en jouant 19 parties. Il compte un but ainsi que trois assistances et aide ainsi son équipe à remporter leur première coupe Kelly.
À l'été 2019, à la fin de son contrat d'entrée, l'Avalanche décide de ne pas lui faire d'offre qualificative et il devient joueur autonome. Il est par la suite invité au camp des Rangers de New York. Geertsen est coupé de l'effectif des Rangers après la deuxième ronde de coupes. Il signe un contrat d'un an avec le Wolf Pack de Hartford dans la LAH.
Lors de la saison 2019-2020, il s'établit avec le Wolf Pack en jouant 60 parties et finissant premier de son équipe pour les pénalités avec un total de 109 minutes avant que le reste de la saison soit annulé dû à la pandémie de Covid-19. Le 23 avril 2020, il signe une prolongation de contrat d'un an avec le Wolf Pack.
Après avoir récolté une assistance en quatre parties avec le Wolf Pack, il signe un contrat à deux volets d'une durée de deux ans avec les Rangers. Le 3 octobre 2021, il est réclamé au ballotage par les Devils du New Jersey. Le 19 octobre 2021, il fait ses débuts dans la LNH dans une partie contre le Kraken de Seattle. Il joue 25 matchs avec les Devils lors de la saison, à la fin de celle-ci, il signe une extension de contrat d'un an.
Lors de la saison 2022-2023, il joue la totalité de la saison avec le club-école des Devils, les Comets d'Utica. Le 1er juillet 2023, il signe un contrat à deux volets d'une durée de deux ans avec les Golden Knights de Vegas.

## Statistiques

### En club
| Saison     | Équipe                      | Ligue      |    | Saison régulière | Saison régulière | Saison régulière | Saison régulière | Saison régulière |   | Séries éliminatoires | Séries éliminatoires | Séries éliminatoires | Séries éliminatoires | Séries éliminatoires |
| Saison     | Équipe                      | Ligue      | PJ | B                | A                | Pts              | Pun              | PJ               | B | A                    | Pts                  | Pun                  |                      |                      |
| 2010-2011  | Oil Kings d'Edmonton        | LHOu       | 3  | 0                | 0                | 0                | 2                | -                | - | -                    | -                    | -                    |                      |                      |
| 2011-2012  | Oil Kings d'Edmonton        | LHOu       | 34 | 0                | 3                | 3                | 70               | -                | - | -                    | -                    | -                    |                      |                      |
| 2012-2013  | Oil Kings d'Edmonton        | LHOu       | 15 | 0                | 4                | 4                | 32               | -                | - | -                    | -                    | -                    |                      |                      |
| 2012-2013  | Giants de Vancouver         | LHOu       | 58 | 2                | 8                | 10               | 98               | -                | - | -                    | -                    | -                    |                      |                      |
| 2013-2014  | Giants de Vancouver         | LHOu       | 66 | 4                | 19               | 23               | 126              | 4                | 0 | 0                    | 0                    | 14                   |                      |                      |
| 2014-2015  | Giants de Vancouver         | LHOu       | 69 | 13               | 25               | 38               | 107              | -                | - | -                    | -                    | -                    |                      |                      |
| 2014-2015  | Monsters du lac Érié        | LAH        | 9  | 0                | 0                | 0                | 2                | -                | - | -                    | -                    | -                    |                      |                      |
| 2015-2016  | Rampage de San Antonio      | LAH        | 42 | 0                | 8                | 8                | 62               | -                | - | -                    | -                    | -                    |                      |                      |
| 2015-2016  | Komets de Fort Wayne        | ECHL       | 21 | 1                | 3                | 4                | 18               | 14               | 0 | 3                    | 3                    | 15                   |                      |                      |
| 2016-2017  | Rampage de San Antonio      | LAH        | 36 | 0                | 4                | 4                | 52               | -                | - | -                    | -                    | -                    |                      |                      |
| 2016-2017  | Eagles du Colorado          | ECHL       | 9  | 0                | 5                | 5                | 14               | 19               | 1 | 3                    | 4                    | 42                   |                      |                      |
| 2017-2018  | Rampage de San Antonio      | LAH        | 72 | 3                | 6                | 9                | 117              | -                | - | -                    | -                    | -                    |                      |                      |
| 2018-2019  | Eagles du Colorado          | LAH        | 58 | 3                | 13               | 16               | 134              | 4                | 0 | 0                    | 0                    | 8                    |                      |                      |
| 2019-2020  | Wolf Pack de Hartford       | LAH        | 60 | 0                | 8                | 8                | 109              | -                | - | -                    | -                    | -                    |                      |                      |
| 2020-2021  | Wolf Pack de Hartford       | LAH        | 20 | 3                | 2                | 5                | 43               | -                | - | -                    | -                    | -                    |                      |                      |
| 2021-2022  | Devils du New Jersey        | LNH        | 25 | 0                | 0                | 0                | 77               | -                | - | -                    | -                    | -                    |                      |                      |
| 2022-2023  | Comets d'Utica              | LAH        | 61 | 4                | 4                | 8                | 136              | 4                | 0 | 2                    | 2                    | 4                    |                      |                      |
| 2023-2024  | Silver Knights de Henderson | LAH        | 58 | 6                | 0                | 6                | 108              | -                | - | -                    | -                    | -                    |                      |                      |
| 2024-2025  | Silver Knights de Henderson | LAH        | 31 | 0                | 5                | 5                | 77               | -                | - | -                    | -                    | -                    |                      |                      |
| Totaux LNH | Totaux LNH                  | Totaux LNH | 25 | 0                | 0                | 0                | 77               | -                | - | -                    | -                    | -                    |                      |                      |

### En équipe nationale
| Année | Équipe           | Compétition          |   | PJ | B | A | Pts | Pun      |  | Résultat |
| 2012  | Canada Pacifique | Défi mondial -17 ans | 5 | 0  | 0 | 0 | 2   | 5e place |  |          |

## Trophées et honneurs personnels

### LHOu
- 2011-2012 : champion de la Coupe Ed-Chynoweth.

### ECHL
- 2016-2017 : champion de la Coupe Kelly.

## Vie personnelle
Le 22 novembre 2024, lors de la soirée annuelle contre le cancer des Silver Knights de Henderson, Geertsen déclare qu'il a été diagnostiqué d'un lymphone non hodgkinien, une forme de cancer du système lymphatique, en novembre 2023. Il s'agissait de la cause d'une absence d'un mois lors de la saison 2023-2024. Après des traitements reçus à l'été 2024, son cancer est en rémission avant le début de la saison 2024-2025.